# یواس‌اس بالتیمور (۱۸۶۱)
یواس‌اس بالتیمور (۱۸۶۱) (به انگلیسی: USS Baltimore (1861)) یک کشتی بود که طول آن ۲۰۰ فوت (۶۱ متر) بود. این کشتی در سال ۱۸۴۸ ساخته شد.